# TOMURU
喫茶トムル（きっさトムル、TOMURU）は、かつて沖縄県石垣市伊原間にあった喫茶店。島田紳助の個人事務所・有限会社オフィス百三十アールが経営していた。

## 概要
石垣市街地から車で約45分の石垣島北部に位置していた。店名は店の近くにあるトゥムル崎に因む。
陶芸店を買い取って改装し、2005年4月21日に開店した。島田紳助の元弟子の清浦龍俊が店長を務めていた。営業時間は午前10時-日没で、食材がなくなり次第閉店。
店内には紳助が描いた絵が飾ってあり、紳助が描いた絵の絵葉書とTシャツも売られていた。テラスにはスーツ姿の島田紳助の像が建っていた。この像は、2013年頃には店内に移され、顔が隠されていた。
2017年4月に紳助の友人が経営を引き継ぎ、改装した上で、新たな店名で営業している。

## メニュー
焼きチーズカレーや石焼ビビンバにゴーヤを乗せた石垣ビビンバ等があった。